# Judith Wilcox
Judith Ann Wilcox, baronne Wilcox (née Freeman le 31 octobre 1939) est une femme d'affaires et une pair à vie de 1996 à 2020.
Elle est sous-secrétaire d'État à l'innovation des entreprises et aux compétences (propriété intellectuelle) de 2010 à 2012. Elle est membre du comité restreint de l'Union européenne depuis 2015  travaillant en étroite collaboration avec les départements gouvernementaux qui planifient le départ du Royaume-Uni de l'Union européenne.

## Jeunesse
Judith Ann Freeman est née le 31 octobre 1939 à Plymouth, Devon, l'aînée et la fille unique de John Freeman et Elsie Finch. Elle fait ses études à St Dunstan's Abbey School, à Plymouth et à St Mary's Convent School Wantage. Elle est diplômée de l'Université de Plymouth avec un diplôme d'études commerciales (Baccalauréat ès arts).

## Carrière
Après avoir passé quelque temps en France, Judith Wilcox gère le commerce de détail de ses parents. Elle construit et dirige une importante entreprise alimentaire familiale dans le Devon et Cornwall, se diversifiant dans l'industrie de la pêche avec son entreprise, Capstan Foods Ltd, qui est achetée par Birdseye. Elle créé ensuite Channel Foods Ltd à Cornwall, fournissant du poisson aux supermarchés et à d'autres grandes chaînes de vente au détail. En 1989, elle est vendue à la société française Pêcheries de la Morinie, dont elle est présidente de 1989 à 1991.
En 1990, elle est présidente du UK National Consumer Council, une organisation indépendante travaillant au nom des consommateurs.

## Carrière politique
Elle est sous-secrétaire d'État à l'innovation des entreprises et aux compétences (propriété intellectuelle) de 2010 à 2012. Elle est déléguée du Royaume-Uni au Conseil de l'Europe de 2012 à 2015. De 2015 à 2018, elle est membre du comité restreint de l'Union européenne qui travaille en étroite collaboration avec les ministères chargés de planifier le départ du Royaume-Uni pour l'Union européenne ainsi que membre du sous-comité européen de l'énergie et de l'environnement de 2015 à 2019.
Elle prend sa retraite de la Chambre des lords le 17 décembre 2020.
Elle est aussi directrice non exécutive de l'Association automobile, Inland Revenue, Port of London Authority, Carpetright PLC, Johnson Services PLC, membre du conseil de la Royal National Mission to Deep Sea Fishermen (the Fishermen's Mission) et de la Harris Academy. Elle est actuellement gouverneure de la Harris Westminster Sixth Form School, Westminster.
Elle est vice-présidente de l'Association des guides, membre de la Royal Society of Arts et jusqu'en 2017, elle est présidente des administrateurs de la communauté de St Mary the Virgin. En 2002, elle fait partie de la Commission conseillant sur la nomination de l'archevêque de Cantorbéry. Ses hobbies sont la voile, l'observation des oiseaux, le cinéma et le théâtre .

## Vie privée
elle se marie en 1961 à Plymouth avec Keith Davenport, avec qui elle a son seul enfant, Simon (né en 1963). Elle divorce de Davenport en 1979. Sept ans plus tard, en 1986, elle se remarie à Malcolm Wilcox (1921-1986), alors chef de la Midland Bank. Il est mort d'un cancer trois mois après leur mariage. Wilcox a quatre petits-enfants.